# Las doce conclusiones de los lolardos
Las doce conclusiones de los lolardos es un texto religioso del inglés medio que contiene declaraciones de los líderes del movimiento medieval inglés, los lolardos, inspiradas en las enseñanzas de Juan Wiclef. Las Conclusiones fueron escritas en 1395. El texto fue presentado al Parlamento de Inglaterra y clavado a las puertas de la Abadía de Westminster y la Catedral de San Pablo como una pancarta —un método típico medieval para publicar—. El manifiesto sugería el tratado ampliado de Ecclesiae Regimen o Treinta y siete artículos contra la corrupción en la Iglesia, para aquellos que desearan una información más profunda.

## Doce conclusiones
El texto resume doce áreas en las que los lolardos argumentaban que la Iglesia Cristiana en Inglaterra necesitaba una reforma.
Primera conclusiónestado de la Iglesia
La primera conclusión afirma que la Iglesia inglesa se ha involucrado demasiado en los asuntos del poder temporal, dirigido por el mal ejemplo de la Iglesia de Roma.
Segunda conclusiónsacerdocio
La segunda conclusión afirma que las ceremonias utilizadas para la ordenación de sacerdotes y obispos no tienen base bíblica ni precedente.
Tercera conclusióncelibato clerical
La tercera conclusión afirma que la práctica del celibato clerical ha fomentado la sodomía entre el clero.
Cuarta conclusióntransubstanciación
La cuarta conclusión afirma que la doctrina de la transubstanciación conduce al culto idolátrico de los objetos cotidianos —las hostias de comunión—.
Quinta conclusiónexorcismos y santificación
La quinta conclusión afirma que los exorcismos y santificaciones realizados por los sacerdotes son una especie de brujería y son incompatibles con la teología cristiana.
Sexta conclusiónclérigos en cargos seculares
La sexta conclusión afirma que es inapropiado que los hombres que ocupan altos cargos en la Iglesia ocupen simultáneamente posiciones de gran poder temporal.
Séptima conclusiónoraciones por los muertos
La séptima conclusión afirma que las oraciones por las almas de los difuntos individuales no son caritativas, ya que excluyen implícitamente a todos los otros muertos benditos por los que no se reza, y que la práctica de pedir oraciones por los muertos haciendo contribuciones financieras es una especie de soborno que corrompe a la Iglesia.
Octava conclusiónperegrinaciones
La octava conclusión afirma que las prácticas de peregrinación y la veneración de reliquias en el mejor de los casos son ineficaces para el mérito espiritual y en el peor se acercan a la idolatría en su adoración de los objetos creados.
Novena conclusiónconfesión
La novena conclusión afirma que la práctica de la confesión para la absolución de los pecados es blasfema, porque solamente Dios tiene el poder de perdonar los pecados, y porque si los sacerdotes tuvieran ese poder sería cruel y poco caritativo de su parte negar ese perdón a cualquier persona en el mundo, incluso si se negaran a confesarse.
Décima conclusiónguerra, batalla y cruzadas
La décima conclusión afirma que los cristianos deben abstenerse de la guerra y, en particular, que las guerras con justificaciones religiosas, como las cruzadas, son blasfemas porque Cristo enseñó a los hombres a amar y perdonar a sus enemigos.
Undécima conclusiónvotos femeninos de continencia y aborto
La undécima conclusión afirma que las mujeres de la Iglesia que han hecho votos de celibato están teniendo relaciones sexuales y quedando embarazadas, luego buscan abortos para ocultar el hecho de que han roto sus votos, una práctica que el texto condena enérgicamente.
Duodécima conclusiónartes y oficios
La duodécima conclusión afirma que los cristianos dedican demasiada energía y atención a la fabricación de bellos objetos de arte y artesanía, y que la gente debería simplificar su vida y renovar su devoción a la piedad absteniéndose de esfuerzos innecesarios.

## Prólogo general de la Biblia de Wycliffe
El Prólogo General de la Biblia de Wycliffe, a la versión posterior (1395) da una alusión a Las doce conclusiones de los lolardos mediante el uso de las palabras «último parlamento». Da una indicación de que el Prólogo general fue escrito en 1395-1397 para el parlamento anterior que acaba de tener lugar en 1395 y antes del siguiente parlamento que estaba a punto de tener lugar en 1397. Las Doce conclusiones y su versión ampliada de las Treinta y siete conclusiones se atribuye al autor del Prólogo general de la Biblia de Wycliffe, John Purvey, hecho en el año dieciocho (1395) del reinado del rey Ricardo II de Inglaterra.